# Traiskirchen Lions
O Traiskirchen Lions ou Arkadia Traiskirchen Lions é um clube de basquetebol da Áustria, fundado em 1966, em Traiskirchen, Áustria.

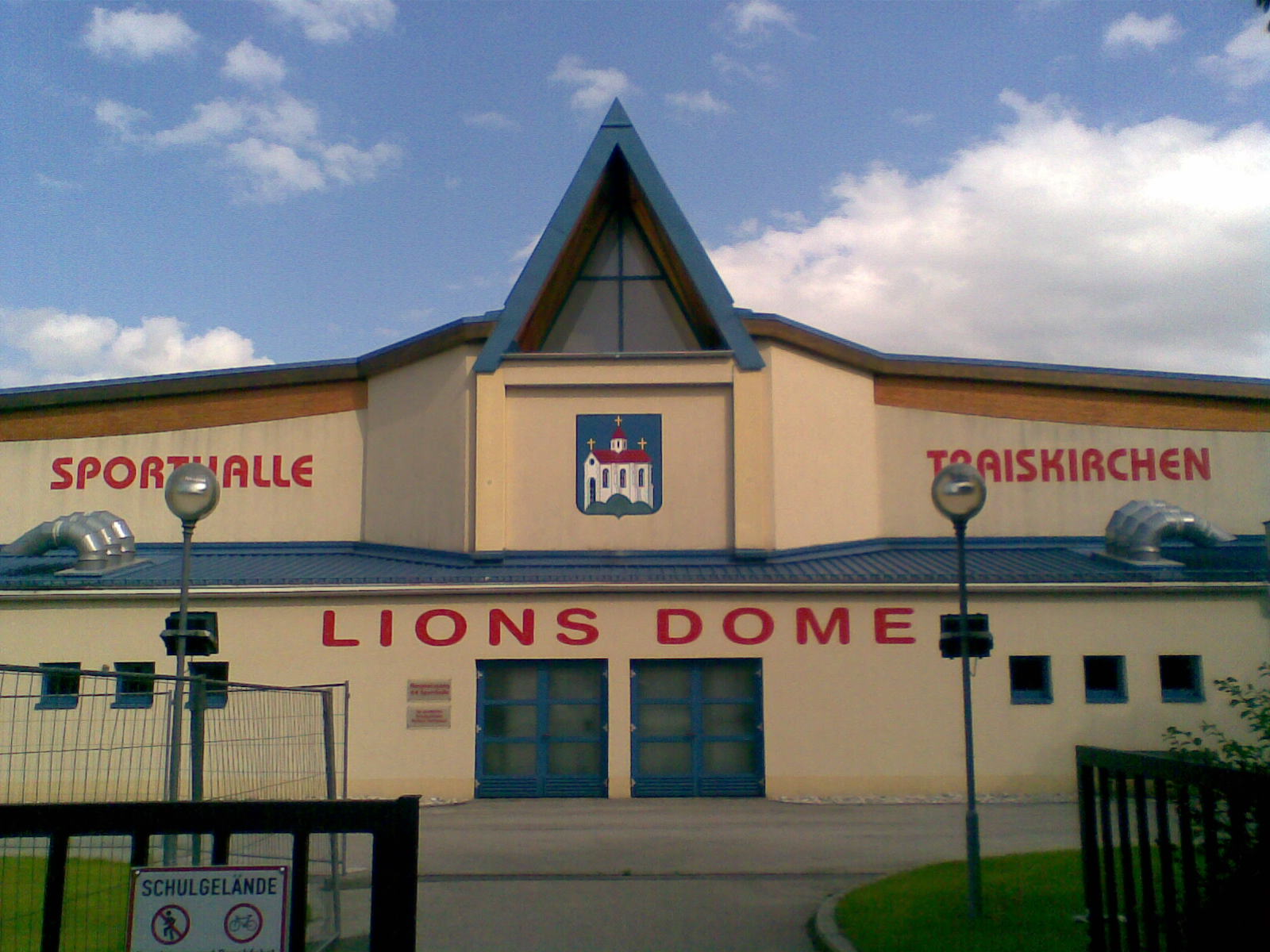
Lions Dome, a casa do clube

## Títulos
- Österreichische Bundesliga: 3

1991, 1994, 2000
- Copa Austríaca de Basquetebol: 6

1997, 2000, 2001